# Parkers miervogel
Parkers miervogel (Cercomacroides parkeri) is een zangvogel uit de familie Thamnophilidae. Deze vogel is genoemd naar de Amerikaanse ornitholoog Theodore Albert Parker III die enkele jaren eerder was omgekomen bij een vliegtuigongeluk.

## Verspreiding en leefgebied
Deze soort is endemisch in het westelijke deel van Midden-Colombia.

## Status
De grootte van de populatie is niet gekwantificeerd maar de soort wordt omschreven als schaars. Op de Rode lijst van de IUCN heeft deze soort de status niet bedreigd.